# The Cloverfield Paradox
The Cloverfield Paradox é um filme estadunidense de terror e ficção científica de 2018, dirigido por Julius Onah, escrito por Oren Uziel e Doug Jung e produzido pela Bad Robot Productions de J. J. Abrams. É o terceiro filme da franquia Cloverfield, seguido por Cloverfield (2008) e 10 Cloverfield Lane (2016). O longa é estrelado por Daniel Brühl, Elizabeth Debicki, Aksel Hennie, Gugu Mbatha-Raw, Chris O'Dowd, John Ortiz, David Oyelowo e Zhang Ziyi, e acompanha um grupo de astronautas internacionais a bordo de uma estação espacial que, após ativarem um acelerador de partículas para tentar solucionar a crise energética da Terra, acidentalmente acabam viajando para uma realidade alternativa e devem encontrar um caminho de volta para casa.
O filme foi baseado em God Particle, um script especulativo feito por Oren Uziel que trazia o argumento original da trama da equipe na estação espacial, mas que era desconectado da franquia Cloverfield. O script foi adquirido pela Paramount Pictures e a Bad Robot em 2012. Inicialmente o filme foi planejado como parte do rótulo de distribuição InSurge para filmes de baixo orçamento da Paramount, mas após o fim desse rótulo, sua produção foi expandida como um filme distribuído pela Paramount. Somente durante a produção, J.J. Abrams decidiu vincular o filme à Cloverfield, adaptando o roteiro de Uziel e adicionando cenas para estabelecer essa conexão, seguindo a mesma abordagem utilizada em 10 Cloverfield Lane que baseou-se em The Cellar, o seu script original. Abrams viu a capacidade de usar o acidente do acelerador de partículas como um meio viável para que eventos futuros causassem mudanças no passado, estabelecendo uma maneira de relacionar-se narrativamente com a franquia Cloverfield.
Uma vez anunciado como um "filme sem título definido de Cloverfield" no final de 2016, o lançamento do filme foi adiado várias vezes. Um trailer surpresa para o filme foi exibido durante o intervalo do Super Bowl LII em 4 de fevereiro de 2018, revelando o título oficial do filme e seu lançamento na Netflix ocorrendo logo depois do jogo. Embora as informações sobre a aquisição dos direitos de distribuição da Netflix não fossem conhecidos, os analistas da indústria acreditam que o envolvimento da Netflix ajudaram a tornar um filme de aspecto lucrativo desinteressante em algo lucrativo para a Paramount, enquanto que um filme lançado de maneira tradicional nos cinemas poderiam ocasionar prejuízos.
Apesar das táticas de marketing terem sido elogiadas, o filme foi recebido com avaliações predominantemente negativas pelas críticas, que criticaram a narrativa, o roteiro e a edição, com muitos considerando-o como o filme mais fraco de toda a franquia Cloverfield. Em contrapartida, o desempenho da atuação de Mbatha-Raw recebeu alguns elogios. Segundo os dados publicados pelo serviço de mediação de audiências Nielsen Ratings, cerca de 786 mil telespectadores norte-americanos assistiram à The Cloverfield Paradox na noite do lançamento, 2,8 milhões assistiram nos três primeiros dias seguintes ao lançamento e 5 milhões na primeira semana.

## Enredo
No ano 2028, a Terra está sofrendo com uma crise energética global. As agências espaciais coletivas do mundo se preparam para lançar a Estação Cloverfield para testar o acelerador de partículas Shepard, o que proporcionaria à Terra uma fonte inesgotável de energia caso funcione, porém os especialistas temem que ele crie o "Paradoxo Cloverfield", abrindo portais para universos paralelos permitindo que horrores coloquem a vida na Terra em xeque. Entre os membros da equipe está Ava Hamilton, que se preocupa em deixar seu marido Michael, um médico, sozinho por potencialmente muitos anos. Os dois lutam com seu relacionamento depois de perderem seus filhos devido a um incêndio na casa.
Em órbita, a equipe da estação não conseguiu sucesso com Shepard por cerca de dois anos, mas, eventualmente, conseguiu um feixe aparentemente estável, mas que sobrecarga e cria um aumento de energia na estação. Depois de restaurarem a força básica, eles notam que a Terra desapareceu de suas vistas, junto com um giroscópio que auxilia na navegação. À medida que a equipe trabalha para reparar a estação, eventos estranhos começam a ocorrer. Eles resgatam uma mulher, Jensen, fundida com fios atrás de um painel. Volkov teme algo rastejando sob sua pele e sente-se obrigado a criar uma arma; antes que ele possa ameaçar a tripulação, seu corpo convulsiona e rompe, revelando uma colônia de vermes dentro dele. O braço de Mundy é puxado para dentro de uma parede, e depois decepado sem qualquer vestígio de sangue; posteriormente eles encontram o braço dele movendo-se por vontade própria, e quando reconhecem que o mesmo está tentando escrever algo, eles são instruídos por ele a dissecar o corpo de Volkov e encontram o giroscópio perdido. Eles rapidamente localizam a Terra e realinham suas comunicações, mas acabam recebendo transmissões confusas que afirmam que a Estação Cloverfield foi destruída e que seus destroços caíram na Terra.
Eles falam com Jensen e deduzem que estão em uma dimensão alternativa. Nela, os filhos de Hamilton não morreram e ela ficou na Terra como engenheira civil, enquanto Jensen substituiu Tam como engenheira da estação. Eles suspeitam que o dispositivo Shepard fez com que eles se movessem para a nova dimensão, e reativar Shepard poderá reverter isso; Tam trabalha em um meio para fazer com que Shepard funcione corretamente, mas ela é morta em um acidente estranho. A equipe começa a trabalhar nos reparos, enquanto Hamilton decide retornar com Jensen para a Terra e ficar com seus filhos (que nesta realidade não morreram no incêndio). Enquanto se preparam, Mundy é morto em uma explosão causada por um estranho campo magnético, que quase rompe a estação pela metade. O comandante da estação, Kiel, sacrifica-se para desengatar o anel acelerador de fuga da estação antes de ser destruído, deixando Hamilton como responsável pela tripulação.
Enquanto isso, na Terra, Michael acorda e descobre uma série de eventos estranhos acontecendo em todo o planeta, ele também vê a silhueta de um monstro gigante pela cidade. A caminho de oferecer assistência no hospital local, ele para seu carro para ajudar uma jovem chamada Molly. Depois de saber que o hospital foi destruído, ele leva Molly para um abrigo subterrâneo que pertence a um amigo e cuida das feridas dela.
Com Shepard pronto para ser ativado novamente, Hamilton e Jensen preparam-se para sair, mas Jensen subitamente deixa ela inconsciente, usa a arma feita por Volkov para matar Monk e fere Schmidt insistindo que a estação deve permanecer nesta dimensão para que eles tenham acesso ao dispositivo Shepard . Recuperando a consciência, Hamilton luta com Jensen pela arma e dispara em uma janela, que suga Jensen para o espaço. Hamilton decide retornar a sua dimensão com Schimdt, mas faz uma gravação para si mesma na dimensão alternativa, dando-lhe os planos para o dispositivo Shepard e enfatizando a importância de sua família. Hamilton e Schimdt revertem com sucesso a mudança de dimensão e, em seguida, fazem as modificações de Tam para atualizar Shepard corretamente o que faz ele fornecer uma fonte de energia estável e infinita. Os dois, depois de reportarem ao comando da missão, são então obrigados a evacuar a estação, já que sacrificaram seus sistemas de suporte de vida para fazer a viagem de retorno à sua dimensão. Michael descobre por meio do controle da missão a respeito do reaparecimento da estação, mas briga com eles por não terem avisado a tripulação do que eles estariam esperando quando voltassem para o planeta.
À medida que a cápsula de reentrada atravessa a atmosfera da Terra, um monstro gigantesco aparece rugindo através das nuvens.

## Elenco
- Gugu Mbatha-Raw como Ava Hamilton, a oficial de comunicações inglesa a bordo da Estação Cloverfield.
- David Oyelowo como Kiel, o comandante estadunidense da estação.
- Daniel Brühl como Schmidt, um físico alemão.
- John Ortiz como Monk Acosta, um médico brasileiro.
- Chris O'Dowd como Mundy, um engenheiro irlandês.
- Aksel Hennie como Volkov, um engenheiro russo.
- Zhang Ziyi como Tam, uma engenheira chinesa.
- Elizabeth Debicki como Mina Jensen, uma engenheira da estação pertencente a uma das linhas de tempo alternativas.
- Roger Davies como Michael Hamilton, o marido de Ava.
- Clover Nee como Molly, uma garotinha resgata por Michael.

Adicionalmente, Donal Logue faz uma participação cameo como como Mark Stambler, um teórico da conspiração, que compartilha o mesmo sobrenome que Howard Stambler (retratado por John Goodman) em 10 Cloverfield Lane. Suzanne Cryer, que reprisa seu papel como Leslie de 10 Cloverfield Lane, aparece como uma apresentadora de notícias que entrevista Stambler. Simon Pegg e Greg Grunberg fazem participações especiais como a voz no rádio e Joe, respectivamente. Além disso, Oyelowo e Logue reprisaram seus papéis anteriormente como Kiel e Stambler na campanha do jogo ARG do filme.

## Produção

### Pré-produção
O filme foi anunciado pela primeira vez em novembro de 2012, sob o título God Particle, baseado no roteiro de Oren Uziel e dirigido por Julius Onah. Com a Bad Robot Productions de J.J. Abrams sendo o estúdio de produção, foi lançado sob o rótulo InSurge da Paramount, limitando o orçamento do filme entre US$ 5–10 milhões. Nesta fase, o filme foi desenvolvido para acontecer em uma estação espacial na órbita terrestre onde um incidente faz com que a equipe da mesma desapareça da órbita da Terra. Uziel disse que seu script tinha sido um script de especificação que ele escreveu aproximadamente um ano depois de terminar um script semelhante para a Shimmer Lake. A escolha do roteiro do filme aconteceu no mesmo período em que a Paramount e a Bad Robot compraram os direitos sob o roteiro especulativo intitulado The Cellar feito por Josh Campbell e Matt Stuecken, que em última instância foi reformulado durante a produção para tornar-se o 10 Cloverfield Lane (2016), adicionando elementos para amarrar esse roteiro ao primeiro filme de Cloverfield; no entanto, quando Uziel escreveu seu roteiro para God Particle, ele não havia anexado a história com a franquia Cloverfield. Quando a Bad Robot adquiriu o roteiro, J.J. Abrams já havia pensado em como poderia ligar a história com Cloverfield, contudo, a realização de algumas filmagens adicionais foram necessárias. Abrams gostava da ideia do roteiro de "como algo no futuro poderia ser uma origem para algo no passado", o que estabeleceu uma origem para todos os outros filmes de Cloverfield. Abrams disse que o roteiro tinha "o DNA" que o tornava um potencial filme de Cloverfield, e estava procurando algo que fosse uma sequência espiritual do original.
Em março de 2015, a Paramount decidiu abandonar o rótulo InSurge; The Cellar havia sido alterado sob o rótulo principal da Paramount, mas o destino de God Particle não estava claro. Em fevereiro de 2016, a Paramount confirmou que lançaria o filme sob seu próprio rótulo, com uma data de lançamento prevista para fevereiro de 2017.

### Escolha de elenco
Em março de 2016, Gugu Mbatha-Raw e David Oyelowo foram confirmados no elenco do filme. Em abril, a Variety informou que John Krasinski estava iniciando negociações para se juntar ao filme no papel de um dos astronautas, mas que teve um possível conflito de agenda devido ao compromisso com uma série de televisão. Em maio, Elizabeth Debicki, Daniel Brühl, Chris O'Dowd, Zhang Ziyi, John Ortiz, e Aksel Hennie foram anunciados como membros do elenco. O diretor de fotografia Dan Mindel também foi confirmado para unir-se a produção do filme pelo fato de ter inserido seu trabalho no filme no currículo.

### Filmagens
O filme foi filmado em Los Angeles, Califórnia, onde recebeu créditos fiscais sob o programa de incentivo ao filme estadual. Enquanto era rodado em Los Angeles, o projeto recebeu os títulos de produção God Particle e Clean Pass. As filmagens começaram em 10 de junho de 2016 e se estenderam até 23 de setembro de 2016. De acordo com Uziel, foi durante a produção que ele chegou a saber que o filme estava sendo conectado a Cloverfield, exigindo que ele reescrevesse algumas cenas e adicionasse filmagens adicionais. Uziel especulou que a decisão de se conectar a Cloverfield era devido à dificuldade em comercializar um filme autônomo de ficção científica na época e que, também, achava que a conexão entre os filmes era mais uma série de antologia similar a The Twilight Zone, com cada filme lidando com uma forma diferente de como as pessoas com relações complexas encaram um dilema mundano. As cenas situadas na Terra foram adicionadas durante a produção somente após perceberem que o público de teste queria saber o que estava acontecendo na Terra durante os eventos na estação espacial. A última cena do filme revelando um monstro, semelhante a criatura Clover vista no primeiro filme de Cloverfield, foi uma cena que a equipe de produção reconheceu como uma maneira adicional de vincular os filmes. Alguns easter-eggs vistos ao longo do filme incluem uma estatueta de "Slusho!" o mascote a bordo da estação; A marca da bebida havia sido exibida no marketing viral de Cloverfield.

## Lançamento
Pouco tempo depois de ser arquivado em outubro de 2016, o The Wrap descobriu através de internos da produção do longa sobre as conexão de God Particle com Cloverfield, embora nem a Paramount ou Bad Robot tenham comentado essa descoberta. No entanto, até dezembro de 2016, a Paramount afirmou a conexão do filme; o título God Particle havia sido abandonado em favor da listagem do filme como "filme Cloverfield de 2017".
Juntamente com a renomeação, a Paramount anunciou uma nova data para o lançamento do filme de fevereiro de 2017 para outubro de 2017, no intuito de ganhar mais tempo para a pós-produção. O filme sofreu dois atrasos adicionais. Em julho de 2017, foi anunciado que o lançamento foi adiado mais três meses até fevereiro de 2018. Em janeiro de 2018, o lançamento foi alterado pela terceira vez, até 20 de abril de 2018. A razão para estes últimos atrasos não foi esclarecida.
Em meados de janeiro de 2018, o jogo de realidade alternativa (ARG) intitulado Cloverfield, que havia sido utilizado para ambos os filmes anteriores, foi relançado e forneceu algumas dicas sobre como este filme seria vinculado aos outros dois.
No fim de janeiro de 2018, o The Hollywood Reporter afirmou que a Netflix estava interessada em adquirir o filme da Paramount, seguindo um acordo similar, onde o serviço de streaming funcionou para o filme Annihilation. O presidente da Paramount, Jim Gianopulos, sentiu que o orçamento do filme (que aumentara de US$ 5 milhões para mais de US$ 40 milhões) era muito grande para que o filme fosse lucrativo com um lançamento nos cinemas tradicional e que ainda precisava do trabalho completo e "enquanto Abrams expressava a intenção para começar a trabalhar na pós-produção, foi muito pouco, muito tarde". Após o lançamento do filme, o The Hollywood Reporter declarou que a Netflix pagou mais de US$ 50 milhões pelos direitos do longa, com as negociações sendo iniciadas no final de dezembro de 2017 e concluídas em até meados de janeiro de 2018; Tal oferta tornou o filme instantaneamente rentável para a Paramount. O estúdio mantém os direitos de lançamento na China e das versões de varejo do filme. Abrams, durante uma sessão de perguntas e respostas alguns dias após o lançamento do filme, não confirmou essa informação, mas afirmou que a Paramount fez o acordo com a Netflix, pois achavam que a ideia do lançamento imediato e online seria "divertida".
Naquele período, surgiu a especulação do título do filme como Cloverfield Station, embora isso não tenha sido confirmado pela Paramount. Mais especulações circularam por fontes de Hollywood que estavam no filme que afirmaram estar realmente concretas e que o primeiro trailer do filme seria revelado em breve; semelhante ao trailer surpresa de 10 Cloverfield Lane.
Os eventos do mês precedente culminaram em 4 de fevereiro de 2018, onde, durante uma propaganda surpresa no Super Bowl LII, a Netflix anunciou a aquisição dos direitos de estreia do filme, agora intitulado The Cloverfield Paradox, e que estaria disponível no serviço, imediatamente após o jogo. De acordo com alguns informantes do The Wrap, a Paramount sentiu que a revelação e lançamento surpresa do filme seria uma boa maneira de manter e prosseguir com a mística misteriosa da franquia, mas que ainda planeja usar lançamentos teatrais para futuros filmes da série, tais como Overlord. Os próprios atores não estavam cientes desse acordo até o dia do Super Bowl, e foram informados sobre o título, o anúncio e o lançamento do filme durante uma conferência na manhã daquele dia.

## Recepção da crítica
No site Rotten Tomatoes, que agrega avaliações de usuários e faz uma média baseada nas mesmas, o filme possui uma classificação de aprovação de 19% com base em 47 avaliações, com uma classificação média de 4.6/10. O consenso crítico do site diz: "O elenco brilhante é ofuscado por uma mistura confusa de gêneros e argumentos que coçam mais cabeças do que as cócegas de ficção científica em The Cloverfield Paradox". Já no Metacritic, que atribui uma classificação normalizada às avaliações, o filme tem uma pontuação média ponderada de 37 em cada 100, baseado em 20 críticas, indicando "análises geralmente desfavoráveis".

A IGN observou que a estratégia de anunciar e lançar o filme após o Super Bowl LII só poderia funcionaria em um filme integrado em uma franquia já estabelecida, enquanto que a maioria dos novos filmes precisariam de um período de marketing significativo para atrair espectadores.